# La Flamme d'une chandelle
La Flamme d'une chandelle est la dernière œuvre de Gaston Bachelard, publiée de son vivant, en 1961.
Cette dernière œuvre du philosophe Gaston Bachelard étudie « le renouvellement de la rêverie du rêveur dans la contemplation d'une flamme solitaire ». Mais c'est aussi un essai sur le pouvoir de l'imagination face à la chose, sur l'éveil de l'esprit dans la rêverie, avec les citations de Strindberg, et Trakl et Novalis, enfin sur la force de la pensée et de ses divagations.